# Charles Debargues
Charles (Carle) Debargues, Charles Duparc (zm. w październiku 1721 w Dreźnie) – francuski baletmistrz, tancerz i choreograf działający na dworze króla polskiego i elektora Saksonii Augusta II Mocnego.

## Życiorys
Charles Debargues pochodził z cenionej francuskiej rodziny teatralnej. Początkowo działał jako tancerz w Brukseli. 24 czerwca 1709 elektor Saksonii i władca Polski August II Mocny zaangażował Charlesa i jego żonę Angélique do królewskiego zespołu tanecznego w Dreźnie, oferując im pensję w wysokości 1200 talarów rocznie. Do 1717 uposażenie małżeństwa Debargues wzrosło do dwóch tysięcy. Kariera Charlesa i Angélique na dworze drezdeńskim została przerwana 30 czerwca 1714 z nieznanych bliżej powodów, lecz 1 lipca 1715 odzyskali oni utracone stanowiska. Na przełomie 1717 i 1718 Debargues został wysłany przez króla do Paryża i Reims w celu zaangażowania nowych tancerzy do zespołu.
Na początku 1720 August II oddelegował część swojej grupy tanecznej wraz z Charlesem i jego małżonką do Warszawy, gdzie Debargues zajmował się między innymi przygotowywaniem choreografii baletów przedstawianych na uroczystościach weselnych. W czasie swojego pobytu w Polsce Debarguesowie mieszkali najprawdopodobniej na Zamku Królewskim. Pod koniec 1720 wrócili oni do Drezna, gdzie w karnawale 1721 występowali w pastorale Mirtil. Charles Debargues zmarł w Dreźnie w październiku 1721. Z jego małżeństwa z Angélique pochodził zapewne syn Caspar, inspektor garderoby teatralnej w teatrze drezdeńskim w latach 1732–1744.
Charles Debargues był autorem choreografii licznych sztuk wystawianych na drezdeńskim dworze, do których należały między innymi: melodramma pastorale Giove in Argo (1717) i dramma per musica Teofane (1719) z muzyką Antonio Lottiego oraz Le Quatre saisons (1719) z muzyką Johanna Christopha Schmidta.